# Comportamiento electoral
Comprender el comportamiento de los votantes puede explicar cómo y por qué las decisiones fueron tomadas por estos, lo que ha sido una preocupación central para los politólogos y del electorado. Para interpretar el comportamiento del voto, tanto la ciencia política como la experiencia en psicología son necesarias, lo que llevó al surgimiento de la psicología política. Los investigadores de psicología política estudian formas en que la influencia afectiva puede ayudar a los votantes a tomar decisiones de voto más informadas, y como en ocasiones ese efecto pueden explicar que el electorado tome decisiones políticas contrastadas a pesar de los bajos niveles generales de formación política y cultural.
Para llegar a conclusiones y hacer predicciones sobre el comportamiento del electorado con respecto a una decisión de votación, deben considerarse ciertos factores como el género, la raza, la cultura o la religión. Además, las influencias públicas claves incluyen el papel de las emociones, la socialización política, la tolerancia a la diversidad de opiniones y los medios de comunicación. El efecto de estas influencias en el comportamiento de voto se comprende mejor a través de teorías sobre la formación de actitudes, creencias, esquemas, estructuras de conocimiento y la práctica del procesamiento de la información. Por ejemplo, las encuestas en diferentes países indican que las personas son generalmente más felices en las culturas individualistas donde tienen derechos, como el de votar. Además, la influencia social y los efectos de los compañeros, (entendiendo estos por los que se originan en la familia y los amigos), también desempeñan un papel importante en las elecciones y el comportamiento electoral. Una pregunta importante en este contexto es cómo desenredar el contagio social por parte de compañeros que ejercen cómo influencias externas. Al fin y al cabo, el grado en que la decisión de voto se ve afectada por los procesos internos y las influencias externas altera la calidad de la toma de decisiones verdaderamente democráticas.

## Tipos de comportamiento electoral
La literatura existente no proporciona una clasificación explícita de los tipos de comportamiento de votación. Sin embargo, la investigación que siguió al referéndum chipriota de 2004, identificó cuatro comportamientos de votación diferentes según el tipo de elección. Los ciudadanos utilizan diferentes criterios de decisión si son llamados a ejercer su derecho de voto en elecciones presidenciales, legislativas, locales o en un referéndum. En las elecciones nacionales, la norma suele ser que las personas voten en función de sus creencias políticas. Las elecciones locales y regionales difieren, ya que las personas tienden a elegir a quienes parecen más capaces de contribuir a su área. Sin embargo, un referéndum una lógica diferente, ya que a las personas se les pide específicamente que voten a favor o en contra de una política claramente definida.
Un antiguo estudio del Japón de la posguerra identificó que los ciudadanos urbanos eran más propensos a apoyar a los partidos socialistas, mientras que los ciudadanos rurales eran favorables a los partidos conservadores. Independientemente de la preferencia política, esta es una diferenciación interesante que puede atribuirse a la influencia afectiva.

## Ergonomía electoral
Es importante tener en cuenta la capacidad de los arreglos electorales que afectan las emociones del votante y, por lo tanto, su comportamiento electoral. En la semana previa a las elecciones, del 20 al 30% de los votantes deciden por quién votarán o cambiarán sus decisiones iniciales, con aproximadamente la mitad de esta cantidad el día de la elección. Otro estudio ha encontrado que es más probable que las personas voten por candidatos conservadores si los centros de votación están ubicados en una Iglesia. Un último estudio encuentra que los votantes de 18 a 24 años de edad tienen casi el doble de probabilidades de votar por partidos de extrema derecha si la votación se realiza por correo.

## Influencia afectiva
Existe una corriente creciente que versa sobre la importancia del afecto en la política y que defiende que los estados afectivos desempeñan un papel fundamental en el comportamiento del voto público que puede ser beneficioso o sesgado. Con esta influencia afectiva se refieres a la experiencia de emoción o sentimiento, que a menudo se describe en contraste con la cognición. Este trabajo se deriva en gran medida de los hallazgos en psicología sobre las formas en que los estados afectivos están involucrados en el juicio humano y en la toma de decisiones.
La investigación en ciencias políticas ha ignorado tradicionalmente las consideraciones no racionales en sus teorías del comportamiento político de masas, pero la incorporación de la psicología social se ha vuelto cada vez más común. Al explorar los beneficios del efecto sobre el voto, los investigadores han argumentado que los estados afectivos, como la ansiedad o el entusiasmo, fomentan la evaluación de nueva información política y, por lo tanto, benefician el comportamiento político al conducir a considerar más opciones. Otros, sin embargo, han descubierto formas en que los afectos como la emoción y el estado de ánimo pueden influir significativamente en las elecciones de votación del electorado. Por ejemplo, la evidencia ha demostrado que una variedad de eventos son irrelevantes para la evaluación de los candidatos pero que pueden provocar emociones, como es el resultado de los partidos de fútbol y el clima pueden afectar significativamente a la decisión de voto.
Se han propuesto varias variables que pueden moderar la relación entre emoción y voto. Los investigadores han demostrado que una de esas variables puede ser la sofisticación política, ya que los votantes con mayor nivel tienen más probabilidades de experimentar emociones en respuesta a estímulos políticos y, por lo tanto, son más propensos a sesgos emocionales en la elección de votos.

### Mecanismos de influencia afectiva en la votación
El efecto diferencial de varias emociones específicas ha sido estudiado en el comportamiento de votación:
Sorpresa: investigaciones recientes sugieren que la emoción de sorpresa puede magnificar el efecto de las emociones en la votación. Al evaluar el efecto de las victorias deportivas en el equipo local en la votación, Healy et al. mostró que las victorias sorprendentes proporcionaron casi el doble del beneficio para el partido titular en comparación con las victorias en general.
Enfado: la teoría afectiva predice que la ira aumenta el uso del conocimiento generalizado y la confianza en los estereotipos y otras heurísticas. En un experimento con estudiantes de la Universidad de Massachusetts Amherst demostró que las personas que habían sido preparadas con una condición de enfado dependían menos de la concordancia entre los temas al elegir entre candidatos que aquellos que habían sido preparados desde el miedo. En un estudio de laboratorio separado, los sujetos preparados con la emoción de la ira fueron significativamente menos propensos a buscar información sobre un candidato y pasaron menos tiempo revisando las posiciones políticas de los candidatos en la web.
Ansiedad: la teoría de la inteligencia afectiva identifica la ansiedad como una emoción que aumenta la atención política, al tiempo que disminuye la dependencia de la identificación del partido al decidir entre los candidatos, lo que mejora las capacidades de toma de decisiones. Los votantes que informan sobre su ansiedad con respecto a una elección tienen más probabilidades de votar por candidatos cuyas políticas prefieren, y los miembros del partido que informan que se sienten ansiosos con respecto a un candidato tienen el doble de probabilidades de desertar y votar por el candidato de la oposición. Otros investigadores han negado que se haya demostrado que la influencia indirecta de la ansiedad en el comportamiento de voto excluye explicaciones alternativas, como la posibilidad de que los candidatos menos preferidos produzcan sentimientos de ansiedad, en lugar de lo contrario.
Miedo: los estudios en psicología han demostrado que las personas que experimentan miedo dependen de un procesamiento más detallado cuando toman decisiones. Un estudio descubrió que los sujetos preparados con miedo pasaban más tiempo buscando información en la web antes de un ejercicio de votación hipotético que aquellos preparados con enojo.
Orgullo: los resultados de la encuesta sobre las elecciones nacionales en los Estados Unidos encontraron que el orgullo, junto con la esperanza y el temor, explicaron una cantidad significativa de la variación en las elecciones de 2008 de los pueblos. El peso del efecto de las expresiones de orgullo al votar por McCain fue aproximadamente un tercio del efecto de la identificación del partido. Los llamamientos al orgullo también resultaron ser efectivos para motivar la participación de los votantes entre los votantes de alta propensión, aunque el efecto no fue tan fuerte como los llamamientos a la vergüenza.

### Efectos de votar desde la emoción
El acto de votar en sí mismo puede producir respuestas emocionales que pueden sesgar las elecciones de los votantes y posiblemente afectar estados emocionales posteriores. Un estudio reciente sobre votantes en Israel encontró que los niveles de cortisol de los votantes, la llamada "hormona del estrés", eran significativamente más altos inmediatamente antes de ingresar a un lugar de votación que los niveles de referencia personales medidos en un día similar, sin elecciones. Esto puede ser importante ya que se sabe que el cortisol afecta la consolidación de la memoria, la recuperación de la misma y el comportamiento de recompensa y búsqueda de riesgos. Además, es importante tener en cuenta que el estrés agudo puede interrumpir la toma de decisiones y afectar la cognición.
Además, la investigación realizada sobre los votantes en Ann Arbor y Durham después de las elecciones de 2008 en los EE. UU. mostró una evidencia parcial de que votar por el candidato perdedor puede llevar a un aumento en los niveles de cortisol en relación con los niveles entre los votantes que eligieron al candidato ganador.

### Implicaciones prácticas

#### Campañas políticas
El uso de llamamientos emocionales en campañas políticas para aumentar el apoyo a un candidato o disminuir el apoyo para un retador es una práctica ampliamente reconocida y un elemento común de cualquier estrategia de campaña. Las campañas a menudo buscan inculcar emociones positivas, como el entusiasmo y la esperanza acerca de su candidato, entre las bases del partido para mejorar la participación y el activismo político, mientras buscan aumentar el temor y la ansiedad sobre el adversario. El entusiasmo tiende a reforzar las preferencias, mientras que el miedo y la ansiedad tienden a interrumpir los patrones de comportamiento y llevan a las personas a buscar nuevas fuentes de información.

#### Encuestas políticas
Los resultados de la investigación ilustran que es posible influir en las actitudes de las personas hacia un candidato político utilizando preguntas de encuesta cuidadosamente elaboradas, que a su vez pueden influir en su comportamiento de voto. Un estudio de laboratorio en el Reino Unido se centró en la actitud de los participantes hacia el ex primer ministro Tony Blair durante el período preelectoral de 2001 a través de una encuesta telefónica. Después de evaluar el interés de los participantes en la política, la encuesta solicitó a los participantes que enumeraran: i) dos características positivas del primer ministro, ii) cinco características positivas del primer ministro, iii) dos características negativas del primer ministro, o iv) cinco Características negativas del primer ministro. Luego se les pidió a los participantes que calificaran su actitud hacia Blair en una escala del 1 al 7, donde los valores más altos reflejaban un mayor acercamiento a sus posturas.
Enumerar cinco características positivas o negativas para el primer ministro fue un desafío; especialmente para aquellos con poco o ningún interés en la política. Los que pidieron enumerar cinco características positivas fueron influenciados negativamente hacia los políticos ya que era demasiado difícil nombrar cinco buenos rasgos. Por el contrario, siguiendo la misma lógica, aquellos que debían enumerar cinco negativos, llegaron a querer al político mejor que antes. Esta conclusión se reflejó en la etapa final de la encuesta cuando los participantes evaluaron su actitud hacia el primer ministro.

#### Comportamiento de voto militar
La investigación reciente sobre si el personal militar vota o se comporta políticamente más que la población general ha cuestionado el conocimiento convencional sobre el voto. El comportamiento político de los oficiales ha sido ampliamente estudiado por Holstim, Van Riper & Unwalla, y Feaver & Kohn. En los Estados Unidos, particularmente desde el final de la Guerra de Vietnam, los oficiales son fuertemente conservadores y tienden a identificarse con el Partido Republicano en los Estados Unidos.
El comportamiento político del personal alistado solo se ha estudiado más recientemente, en particular por Dempsey, e Inbody. El personal alistado, a menudo pensado para comportarse y votar como lo hicieron los oficiales, no lo hace. Más cerca representan la población general. En general, los predicciones demográficas habituales de la votación y otras conductas políticas se pueden aplicar al personal militar.

## Teoría de la aversión a la pérdida
La teoría de la aversión a la pérdida de Amos Tversky y Daniel Kahneman a menudo se asocia con el comportamiento de voto, ya que las personas tienen más probabilidades de usar su voto para evitar el efecto de una política desfavorable en lugar de apoyar una política favorable. Desde una perspectiva psicológica, las referencias de valor son cruciales para determinar las preferencias individuales.